# Bürgerliche Revolution
Als bürgerliche Revolution bezeichnet der Marxismus die Machtübernahme der Bourgeoisie durch den Sturz der Feudalherrschaft oder, wie in England (Glorious Revolution), durch Übereinkunft mit ihr als Ergebnis des Klassenkampfes.

## Aufgaben der bürgerlichen Revolution
Zu den Aufgaben der bürgerlichen Revolution gehören nach marxistischer Auffassung:
- die Herstellung des Nationalstaates (der bei verschiedenen Völkern unterschiedlich konstituiert sein kann)[2]
- die Konstitution des Staates auf der Grundlage der Volkssouveränität (auf einer vom Volk angenommenen Verfassung[3] beruht der Rechtsstaat)
- die Bourgeois-Herrschaft[4] möglichst in Form einer demokratischen Republik[5] (die aber schon in der Antike ihre Ergänzung in der Tyrannis fand[6])
- die Aufhebung der Leibeigenschaft, stattdessen freie Lohnarbeiter[7]
- die Trennung der Produzenten von den Produktionsmitteln in der ursprünglichen Akkumulation[8]
- die Aufhebung der Zünfte, Freiheit der Kapitalanlage[9]
- die freie Entwicklung der Produktivkräfte, bis diese für die soziale Revolution reif sind

Der radikalste Teil des Bürgertums fordert darüber hinaus die Nationalisierung des Grund und Bodens, konnte sich aber in Europa nirgends durchsetzen. Daher bezeichnet Marx sie als eine der Aufgaben der kommenden sozialen Revolution (nach Band III des Kapitals allerdings in der Form der Vergesellschaftlichung).

## Errungenschaften der bürgerlichen Revolution
Die bürgerliche Revolution findet in verschiedenen Gesellschaften zu unterschiedlichen Zeiten und unter unterschiedlichen Bedingungen statt. In England fand sie im 17. Jahrhundert statt, in Frankreich in mehreren Etappen im 18. und 19. Jahrhundert, in Deutschland (unvollkommen) im 19. und 20. Jahrhundert und in Russland im 20. Jahrhundert. Zu den Errungenschaften der bürgerlichen Revolution zählen vor allem:
- die Garantie des Privateigentums durch Verfassung und Gesetze und sein Schutz durch das Gewaltmonopol des Staates
- die Vereinsfreiheit, besonders das Recht zur Bildung politischer Vereine, Parteien genannt (das Recht zur Bildung von Gewerkschaften wurde teilweise erst später durchgesetzt)
- Freiheit bei der Berufswahl und der Eheschließung, freie Religionsausübung, Meinungsfreiheit, Pressefreiheit, Versammlungsfreiheit usw., kurz: die Entscheidungsfreiheit des Einzelnen im Rahmen der Gesetze
- die Gleichheit vor dem Gesetz

Die Gleichberechtigung von Mann und Frau bzw. der verschiedenen Nationalitäten innerhalb eines Staates (auch der Zugewanderten) ist dagegen bis heute nicht restlos durchgesetzt. Die sogenannten Menschenrechte gelten nur im jeweiligen Herkunftsland.